# Pierre de Belleperche
Pour les articles homonymes, voir Belleperche.
Pierre de Belleperche (né Pierre de Breschard de Villars à Lucenay-sur-Allier vers 1230 et  mort le 17 janvier 1308 à Paris) est un prélat français, évêque d'Auxerre au début du XIVe siècle. Il est aussi chancelier de France, garde des sceaux.

## Biographie
Pierre est né au château de Villars, fils des seigneurs du lieu.
Pierre de Belleperche se fait connaître pour sa profonde érudition en droit civil et est appelé à son époque le roi des légistes. Belleperche est professeur à l'université d'Orléans et fait un glossaire sur le code qui accroît sa réputation, puis il devient successivement conseiller au parlement, chanoine de Chartres et doyen de Paris, chancelier de France et garde des sceaux sous le roi Philippe Le Bel.
Il fit construire sur ses terres patrimoniales le château de la Villeneuve, qui devint vers 1661 un bien royal.
Le pape Clément V le nomme au diocèse d'Auxerre en 1306 à la demande de Philippe Le Bel. Le nouvel évêque réside peu dans son évêché et meurt à Paris.
Il est inhumé dans le chœur de l’église de Notre-Dame. Par son testament de 1307, il institua dans la chapelle de sa maison de Villeneuve une collégiale pour huit prêtres, en faveur desquels le roi Philippe le Bel donna des lettres patentes.
Ses armoiries étaient : d'argent, au lion de sable.

## Œuvres
- Quaestiones et decisiones aureae, singulares et penitus divinae, 1607 (lire en ligne)

Quaestiones et decisiones aureae, singulares et penitus divinae, 1607

## Source
- Notice sur les archevêques de Sens et les évêques d' Auxerre, Sens, 1855.